# Пенроуз, Берил
Берил Пенроуз (англ. Beryl Penrose), в замужестве Берил Кольер (англ. Beryl Collier; 22 декабря 1930, Сидней, Австралия — 23 июня 2021), — австралийская теннисистка, победительница чемпионата Австралии по теннису в одиночном (1955), женском парном (1954, 1955) и смешанном парном (1956) разрядах.

## Биография
Берил Пенроуз родилась 22 декабря 1930 года в Сиднее (Новый Южный Уэльс, Австралия).
В 1948 году Пенроуз победила на чемпионате Австралии по теннису среди девушек. В финальном матче, состоявшемся 26 января 1948 года, она выиграла у Беверли Нэнс (Beverly Nance) со счётом 6-3, 6-1. В 1949 году, выступая вместе с Дж. Роббинс (J. Robbins), она победила на чемпионате Австралии среди девушек в парном разряде.
В 1950—1957 годах Берил Пенроуз восемь раз выступала на чемпионате Австралии по теннису. В 1955 году она стала чемпионкой в одиночном разряде, победив в финальном матче свою соотечественницу Тельму Койн-Лонг со счётом 6-4, 6-3. В 1953—1956 годах Пенроуз четырежды выходила в финал чемпионата Австралии в женском парном разряде, при этом два раза (в 1954 и 1955 годах) становилась победительницей турнира, в обоих случаях в паре со своей соотечественницей Мэри Бевис-Хотон. Кроме того, Пенроуз дважды (в 1954 и 1956 годах) играла в финале чемпионата Австралии в смешанном парном разряде; в 1956 году ей удалось завоевать чемпионский титул в паре с австралийцем Нилом Фрейзером.
В 1951, 1952 и 1955 годах Пенроуз выступала на Уимблдонском турнире. Её лучшим результатом в одиночном разряде был выход в 1955 году в четвертьфинал, в котором она уступила будущей победительнице турнира американке Луизе Браф со счётом 2-6, 0-6. В том же турнире 1955 года она вышла в 3-й круг в женском парном разряде, а в смешанном парном разряде, выступая в паре с Нилом Фрейзером, дошла до полуфинала.
В 1955 году Берил Пенроуз достигла 5-го места в мировом женском рейтинге. Этому способствовали победа на чемпионате Австралии, выход в четвертьфиналы чемпионата Франции и Уимблдонского турнира, а также успешная игра в других турнирах, в частности победа на чемпионате Германии.
В 1957 году Берил Пенроуз вышла замуж за Джима Кольера (Jim Collier) и приняла решение завершить свою теннисную карьеру.
В 2017 году имя Берил Пенроуз-Кольер было включено в список членов Зала теннисной славы Австралии. В том же году на площади Гарден-сквер, расположенной в комплексе Мельбурн-Парк в Мельбурне, был установлен её бюст. Внук Пенроуз-Кольер — Джеймс Дакворт — австралийский профессиональный теннисист.
Берил Пенроуз-Кольер скончалась в июне 2021 года. 

## Выступления на турнирах

### Финалы турниров Большого шлема

#### Одиночный разряд: 1 финал (1 победа)
| Результат | №  | Год  | Турнир              | Соперница        | Счёт     |
| Победа    | 1. | 1955 | Чемпионат Австралии | Тельма Койн-Лонг | 6-4, 6-3 |

#### Парный разряд: 4 финала (2 победы — 2 поражения)
| Результат | №  | Год  | Турнир              | Партнёрша        | Соперницы                           | Счёт          |
| Поражение | 1. | 1953 | Чемпионат Австралии | Мэри Бевис-Хотон | Морин Коннолли Джулия Сэмпсон       | 4-6, 2-6      |
| Победа    | 1. | 1954 | Чемпионат Австралии | Мэри Бевис-Хотон | Джулия Уипплингер Хейзел Редик-Смит | 6-3, 8-6      |
| Победа    | 2. | 1955 | Чемпионат Австралии | Мэри Бевис-Хотон | Нелл Хопман Гвен Тиле               | 7-5, 6-1      |
| Поражение | 2. | 1956 | Чемпионат Австралии | Мэри Картер      | Мэри Бевис-Хотон Тельма Койн-Лонг   | 2-6, 7-5, 7-9 |

#### Смешанный парный разряд: 2 финала (1 победа — 1 поражение)
| Результат | №  | Год  | Турнир              | Партнёр      | Соперники                     | Счёт          |
| Поражение | 1. | 1954 | Чемпионат Австралии | Джон Бромвич | Тельма Койн-Лонг Рекс Хартвиг | 6-4, 1-6, 2-6 |
| Победа    | 1. | 1956 | Чемпионат Австралии | Нил Фрейзер  | Мэри Бевис-Хотон Рой Эмерсон  | 6-2, 6-4      |